# Großsteingräber bei Wüstenfelde

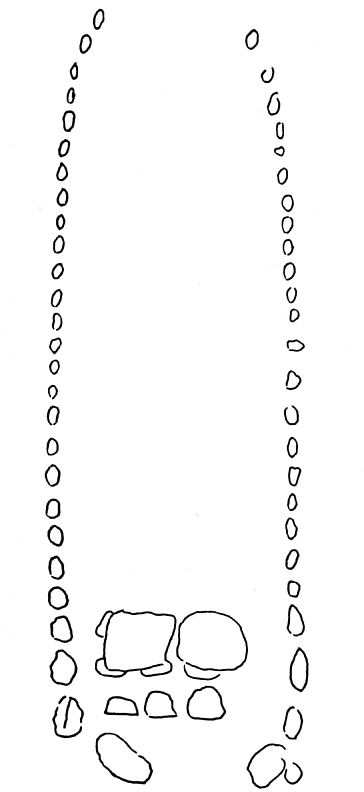
Grab 1 nach von Hagenow

Die Großsteingräber bei Wüstenfelde waren drei megalithische Grabanlagen der jungsteinzeitlichen Trichterbecherkultur bei Wüstenfelde, einem Ortsteil von Loitz im Landkreis Vorpommern-Greifswald (Mecklenburg-Vorpommern). Sie wurden vermutlich im späten 19. oder frühen 20. Jahrhundert zerstört. Die Existenz der Gräber wurde in den 1820er Jahren durch Friedrich von Hagenow handschriftlich erfasst. Seine Notizen wurden 1961 von Hansdieter Berlekamp veröffentlicht. Zu zwei Anlagen liegen Grundrisszeichnungen und Fundberichte vor. Diese beiden Gräber wurden um 1884 durch Freiherrn von Boenigk ausgegraben und tragen die Sprockhoff-Nummern 568 und 569. Die Fundgegenstände kamen zunächst nach Stettin und befinden sich heute im Pommerschen Landesmuseum in Greifswald.

## Lage

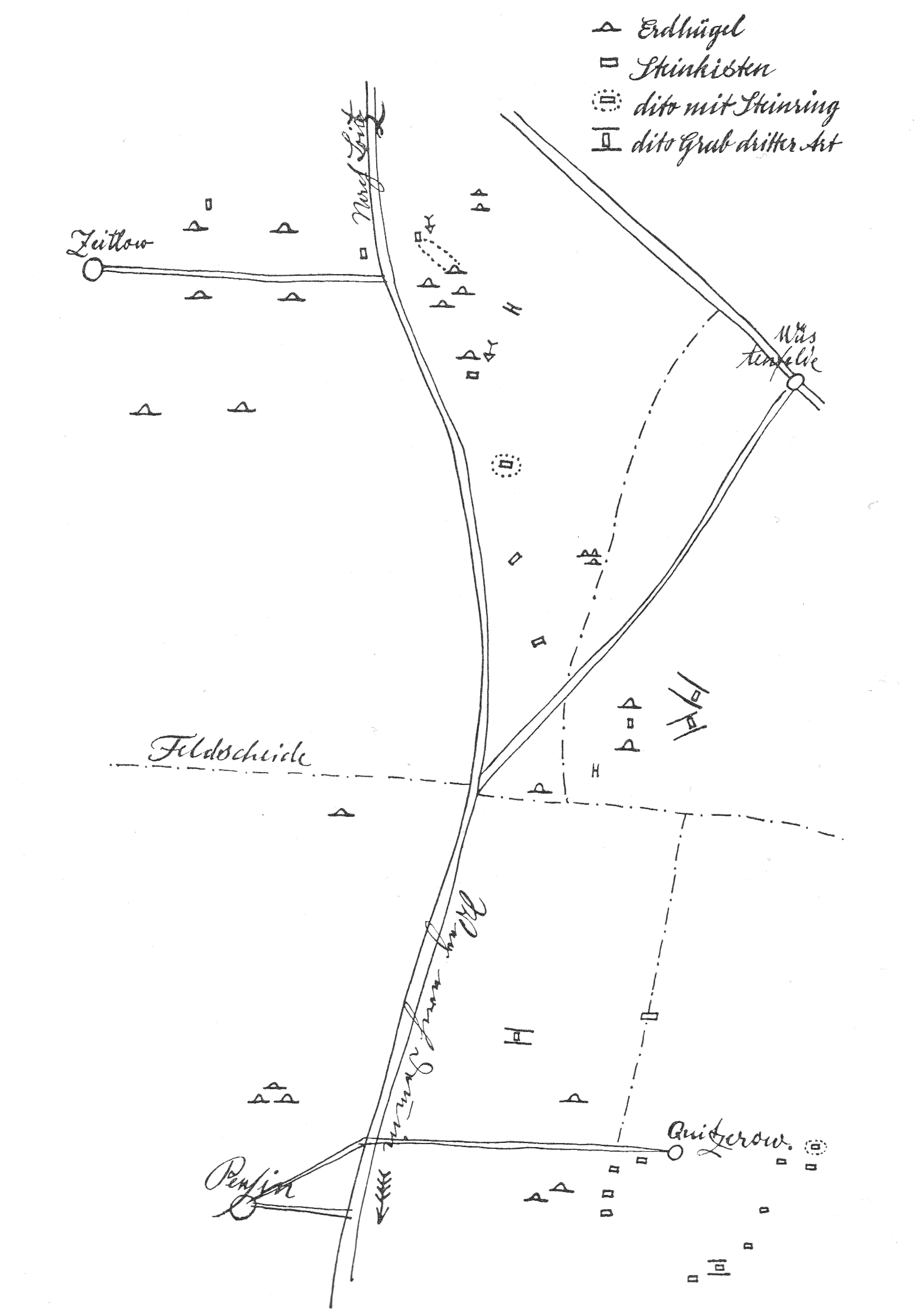
Lageplan der Großsteingräber und Grabhügel bei Zeitlow, Wüstenfelde, Pensin und Quitzerow nach von Hagenow

Die Gräber 1 und 2 befanden sich in der südwestlichen Ecke der Feldmark Wüstenfelde und standen nur etwa 20 Schritt (ca. 15 m). voneinander entfernt. Die genaue Lage des dritten Grabes ist nicht überliefert. In der Umgebung gab es einst zahlreiche weitere Großsteingräber, etwa nördlich bei Zeitlow und südlich bei Quitzerow und Pensin. Die nächsten noch erhaltenen Anlagen sind die 4 km östlich gelegenen Großsteingräber bei Sophienhof.
Die Anlagen von Wüstenfelde waren Teil einer größeren Gruppe von Megalithgräbern, die sich südwestlich von Greifswald zwischen Dargelin im Osten und Düvier im Westen erstreckt.

## Beschreibung

### Grab 1
Grab 1 besaß ein ost-westlich orientiertes trapezförmiges Hünenbett mit steinerner Umfassung auf drei Seiten. Die westliche Schmalseite war offen. Die östliche Schmalseite bestand aus drei Steinen. Diesen waren zwei große Wächtersteine vorgelagert. Das Hünenbett hatte eine Länge von 60 Schritt (ca. 49 m) und eine Breite von 6 Schritt (ca. 5 m). Am Ostende stand quer zum Bett ausgerichtet die Grabkammer, bei der es sich um einen Großdolmen handelte. Bei von Hagenows Aufnahme waren noch wenigstens drei Wandsteine der östlichen Langseite, ein schmaler Wandstein der südlichen Schmalseite (der wohl den Eingang freiließ) sowie zwei Decksteine erhalten.
Von Boenigk konnte noch menschliche Skelettreste feststellen. An Grabbeigaben fand er einen Napf der Trichterbecherkultur oder der Kugelamphoren-Kultur, drei verzierte Scherben der Trichterbecherkultur, zwei Schweinshauer sowie zwei bearbeitete Knochen, wahrscheinlich vom Schaf.

### Grab 2

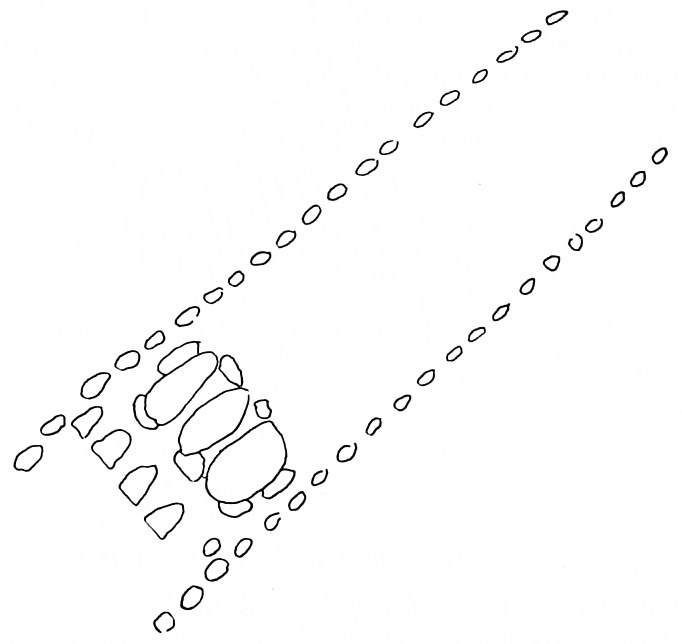
Grab 2 nach von Hagenow

Grab 2 besaß ein nordwest-südöstlich orientiertes, leicht trapezförmiges Hünenbett mit steinerner Umfassung auf drei Seiten. Die nordwestliche Schmalseite war offen. Die südöstliche Schmalseite bestand aus drei Steinen. Das Hünenbett besaß eine Länge von 50 Schritt (ca. 40 m) und eine Breite von 10 Schritt (ca. 8 m). Am Südost-Ende stand die Grabkammer, bei der es sich um einen Großdolmen handelte. Die Kammer besaß vermutlich drei Wandsteinpaare an den Langseiten, auf von Hagenows Zeichnung sind allerdings nur noch drei Steine an der Südost- und zwei an der Nordwestseite eingezeichnet. Erhalten waren außerdem die beiden Abschlusssteine an den Schmalseiten und die drei Decksteine. Der südwestliche Abschlussstein scheint die Schmalseite nur halb verdeckt zu haben und ließ wohl den Eingang frei.
Die Kammer besaß ein Pflaster aus Lehm und Sandsteinplatten. Sie war durch aufrecht stehende Platten in Quartiere eingeteilt. Außerdem gab es Anbauten aus kleinen Blöcken und Platten.
Auch bei dieser Anlage konnte von Boenigk noch menschliche Skelettreste feststellen. An Beigaben fand er einen Warzenbecher der Kugelamphoren-Kultur, ein Bruchstück einer Kugelamphore und sieben unverzierte Scherben, die wohl zu zwei oder drei Gefäßen der Trichterbecherkultur gehörten. Unklar ist die Zugehörigkeit eines Feuerstein-Beils und einer Feuerstein-Klinge, da der genaue Fundort nicht vermerkt wurde.

### Grab 3
Über Grab 3 ist lediglich bekannt, dass es sich wie bei den beiden anderen Anlagen um ein trapezförmiges oder rechteckiges Hünenbett mit einem Großdolmen gehandelt hat.